# 朴啓周
朴 啓周（パク・ケジュ、朝鮮語: 박계주/朴啓周、1913年 - 1966年4月7日）は、日本統治時代の朝鮮および大韓民国の詩人、小説家。本貫は密陽朴氏。
間島の龍井出身。『殉愛譜』、『愛路歴程』、『愛情無限』などの作品がある。1940年に『三千里』、1943年に『新時代』の編集部長、光復直後に『民声』の主幹、1949年に漢城日報社の取締役兼編集顧問、その後は自由文学家協会の初代事務局長および中央委員も務めた。朝鮮戦争中には北朝鮮により拉致されたが、朴栄濬・金容浩などと途中で脱出した。その後は韓国軍に従軍し、白馬高地の戦い・智異山の戦いなどにも参加した。戦後も多くの小説を発表したが、1962年に筆禍事件により執筆が中断となり、1963年に練炭によるガス中毒で記憶喪失に陥り、闘病中の1966年に54歳で死去した。